# VH1 UK & Ireland
VH1 UK war ein Ableger des US-Senders VH1 mit Sitz in London. Wie auch bei den anderen Ablegern sprach VH1 UK ältere Zielgruppen an. Die Musikauswahl war später jedoch tendenziell etwas jünger als zu den Anfangszeiten des Programms mit einem bedeutenden Anteil an aktueller Musik. Der Sender wurde am 7. Januar 2020 eingestellt.

## Programm
VH1 UK war, wie sein europäischer Ableger VH1 Europe, ein reiner Musikfernsehsender der Musikvideos 24 Stunden am Tag, der im Gegensatz zur europäischen Version allerdings Werbeunterbrechungen ausstrahlte. Damit unterschieden sich diese beiden Ableger grundsätzlich von der US-amerikanischen Originalversion, die seit Dezember 2015 ausschließlich Reality-Sendungen ausstrahlt. Bis 2008 wurden außerdem Formate vom US-Ableger, wie Top 20 und Top 40, übernommen.

## Ableger
Im Vereinigten Königreich und in Irland existierte auch VH1 Classic, der dort am 1. März 2010 durch MTV Classic ersetzt wurde. Außerdem existierte von 2003 bis 2006 ein weiterer Ableger von VH1 UK mit dem Namen VH2, der die Musikrichtung des Indie-Rock abdeckte. Dieser wurde durch MTV Flux ersetzt, der wiederum 2008 auch eingestellt und durch MTV One +1 ersetzt wurde.